# Armstrong Siddeley Sapphire
Armstrong Siddeley Sapphire byl britský proudový motor vyráběný v 50. letech firmou Armstrong Siddeley. Jednalo se o konečný vývoj prací, které začaly na motoru Metrovick F.2 v roce 1940 a vyvinuly se do pokročilého motoru s axiálním kompresorem a prstencovou spalovací komorou, čímž tento motor poskytoval tah 49 kN. Poháněl starší verze letounů Hawker Hunter, Handley Page Victor a letouny Gloster Javelin. Licenční výroba probíhala také ve Spojených státech ve společnosti Wright Aeronautical jako J65, kde poháněl řadu amerických letounů. Hlavním konkurentem motoru Sapphire byl Rolls-Royce Avon.

## Použití
Pozn.:
- English Electric P.1
- FFA P-16
- Gloster Javelin
- Handley Page Victor B.1
- Hawker Hunter F.2
- Hawker Hunter F.5
- SNCASO SO.4050 Vautour (3. prototyp)

## Specifikace (ASSa.7 / 7LR)
Data: 

### Technické údaje
- Typ: proudový motor
- Průměr: 954 mm
- Délka: ASSa.7 - 3 180 mm, ASSa.7LR - 7 442 mm
- Hmotnost suchého motoru: ASSa.7 - 1 383 kg, ASSa.7LR - 1 442 kg

### Součásti
- Kompresor: třináctistupňový axiální kompresor
- Spalovací komora: prstencová
- Turbína: dvoustupňová
- Palivo: Kerosin DERD 2482 nebo DERD 2486

### Výkony
- Maximální tah: ASSa.7 49 kN na úrovni mořské hladiny při 8 000 rpm, ASSa.7LR 55 kN v 6 096 m
- Měrná spotřeba paliva: 90,214 kg/kN/hr
- Poměr tah/hmotnost: 0,035 kN/kg